# Бережной (Абинский район)
Бережной — хутор в Абинском районе Краснодарского края России. Входит в состав Абинского городского поселения.

## Географическое положение
Хутор расположен в южной части Приазово-Кубанской равнины, на берегу реки Абин, в 5 км на северо-запад от Абинска.

## Население
| 2002 | 2010 |
| ---- | ---- |
| 154  | ↘151 |

## Улицы
- ул. Бережная[5].